# 人妻
人妻（ひとづま）とは、結婚している女性である。通常、夫以外の者から呼ばれる呼称である。
元々は万葉集などで見られた用語で天武天皇が額田王に贈った歌などに見られる。当時も現在のように「人の妻」として、奪う対象としての女という意味合いを込めて使われていたが、倫理上問題があったのかその後は長いこと使われなくなった。